# Panguitch
Panguitch ist ein Ort und Verwaltungssitz von Garfield County im US-Bundesstaat Utah. Das U.S. Census Bureau hat bei der Volkszählung 2020 eine Einwohnerzahl von 1725 ermittelt.

## Geographie
Der Ort bedeckt eine Fläche von 3,5 km² (1,4 mi²). Panguitch ist ca. 23 Meilen vom Bryce Canyon entfernt.

## Demographie
Am 1. Juli 2004 lebten in Panguitch 1476 Menschen.
Altersstruktur
| Bevölkerung | Jahre   | Anteil  |
| ----------- | ------- | ------- |
| unter       | 18      | 32,80 % |
| von         | 18 – 24 | 8,90 %  |
| von         | 25 – 44 | 23,20 % |
| von         | 45 – 64 | 21,00 % |
| über        | 65      | 14,10 % |

Das durchschnittliche Alter beträgt 32 Jahre.

## Persönlichkeiten
- Whittni Morgan (* 1997), Langstreckenläuferin